# Norges herrlandslag i volleyboll
Norges herrlandslag i volleyboll spelade sin första landskamp i Bukarest den 5 augusti 1953, och förlorade med 0-3 mot Kina,.
Laget blev nordiska mästare 1988.

### Fotnoter
1. 1 2 3 4 5 6 7 8 9 10 11 12 13  ”CEV:s databas”. https://www-old.cev.eu/Competition-Area/CompetitionTeamDetails.aspx?TeamID=11813.
2. ↑  ”Norges Volleyballforbund”. Arkiverad från originalet den 25 maj 2012. https://archive.is/20120525070758/http://www.volleyball.no/Volleyball/Sider/NVBF0311Resultatermenn1953-1979.aspx. Läst 21 augusti 2011.
3. ↑  ”Norges Volleyballforbund”. Arkiverad från originalet den 25 maj 2012. https://archive.is/20120525164206/http://www.volleyball.no/Volleyball/Sider/NVBF0311ResultaterNordiskMesterskapmenn.aspx. Läst 21 augusti 2011.